# رامون كابريرا
رامون كابريرا (بالإسبانية: Ramón Salvador Cabrera) هو لاعب كرة قاعدة فنزويلي، ولد في 5 نوفمبر 1989 في كاراكاس في فنزويلا.

## وصلات خارجية
- رامون كابريرا على موقع دوري كرة القاعدة الرئيسي (الإنجليزية)
- رامون كابريرا على موقعبيزبول رفرنس.كوم (الدوري الرئيسي) (الإنجليزية)
- رامون كابريرا على موقعبيزبول رفرنس.كوم (الدوري الثانوي) (الإنجليزية)
- رامون كابريرا على موقع إي إس بي إن.كوم (أم.أل.بي) (الإنجليزية)
- رامون كابريرا على موقع مشجعي الرسوم البيانية (الإنجليزية)